# マクシモ・ペローネ
マクシモ・ペローネ（スペイン語: Máximo Perrone、2003年1月7日 - ）は、アルゼンチン・ブエノスアイレス出身のサッカー選手。コモ1907所属。ポジションはミッドフィールダー。

## クラブ歴
CAベレス・サルスフィエルドの下部組織出身で、2022年3月6日にプリメーラ・ディビシオンで選手初出場を記録した。5月18日にはコパ・リベルタドーレス2022で選手初得点を記録した。
レアル・マドリードやニューカッスル・ユナイテッドFC、ユヴェントスFCも獲得に乗り出していたが、2023年1月23日にマンチェスター・シティFCへの移籍が発表された。契約は5年半、移籍金は800万ポンド程と見積もられており、2023 南米ユース選手権終了後に合流する事となった。
2023年8月23日、UDラス・パルマスへ1シーズンローンで加入することが発表された。
2024年8月25日、コモ1907に1シーズンローンで加入した。
2025年7月18日、コモに完全移籍し、2029年までの4年契約を結んだ。

## 代表歴
U-16代表からの出場歴があり、同代表での活躍によってレアル・マドリードは彼に注目する事となった。
U-20代表では2023 南米ユース選手権に参加した。

## プレースタイル
左利きの守備的ミッドフィールダーで、中盤の深い位置からパスを散らすのが得意な選手である。また、味方に指示を出すリーダーシップも持ち合わせており、フレンキー・デ・ヨングやフェルナンド・レドンドに喩えられる。但し、本人が参考にしているのはセルヒオ・ブスケツである。